# Кармазина, Раиса Васильевна
Раиса Васильевна Карма́зина (род. 9 января 1951, Ростов-на-Дону) — российский государственный и политический деятель. Первый заместитель руководителя фракции «Единая Россия», депутат Государственной Думы Федерального собрания Российской Федерации IV—VII созывов, член комитета Госдумы по контролю и регламенту с 7 декабря 2003 года. Заслуженный экономист Российской Федерации (1999).
Из-за вторжения России на Украину, находится под международными санкциями Евросоюза, США, Великобритании и ряда других стран.

## Биография
Родилась 9 января 1951 года в Ростове-на-Дону в рабочей семье.
В 1969 году окончила финансовый техникум в Владикавказе, в 1977 году — Ростовский институт народного хозяйства.
В 1969—1977 годах — работала в финансовом отделе администрации г. Будённовска (Ставропольский край).
В 1978—1993 годах — начальник Норильского отделения Красноярского филиала Госбанка СССР (с 1992 года — отделение Федерального казначейства Министерства финансов РСФСР).
С 1980 по 1990 год — депутат Норильского горсовета, в 1990—1993 годах — Красноярского краевого Совета народных депутатов.
В июне 1994 года в ходе довыборов в Законодательное собрание Красноярского края была избрана депутатом по Норильскому избирательному округу №3 (выдвинута Советом женщин).
В декабре 1995 года баллотировалась в Государственную думу РФ II созыва по Енисейскому одномандатному избирательному округу №46.
В декабре 1997 года вновь стала депутатом Законодательного собрания Красноярского края по Талнахскому избирательному округу №19 (выдвинута группой избирателей), в 1998 года возглавила постоянную комиссию регионального парламента по финансам, бюджету и налоговой политике.
В 2000 году вошла в региональный политсовет партии «Единство».
В декабре 2001 года избрана депутатом Законодательного собрания Красноярского края III созыва по Талнахскому округу №19.
В региональном парламенте вновь возглавила постоянную комиссию по финансам, бюджету и налоговой политике, была членом комиссии по природным ресурсам, экологии и природоохранной деятельности.
7 декабря 2003 года была избрана в IV созыв Государственной Думы по Енисейскому одномандатному избирательному округу №48 (Красноярский край) от «Единая Россия».
В нижней палате вошла в состав фракции «Единая Россия», комитет Госдумы по бюджету и налогам.
В декабре 2003 года баллотировалась от партии «Единая Россия» в Госдуму по одномандатному избирательному округу № 48, по итогам выборов была избрана депутатом Государственной думы РФ IV созыва.
Избиралась депутатом Государственной Думы V и VI созывов, от партии «Единая Россия», в декабре 2007 и декабре 2011.
18 сентября 2016 года избрана депутатом Государственной думы VII созыва по Енисейскому одномандатному избирательному округу №57 (Красноярский край), получив 48,41 %.
24 сентября 2016 года заняла пост первого заместителя руководителя фракции «Единая Россия», возглавив одну из пяти внутрифракционных групп.
До декабря 2017 года — член Президиума Генерального совета партии «Единая Россия».

## Законотворческая деятельность
С 2003 по 2019 год, в течение исполнения полномочий депутата Государственной Думы IV, V,  VI и VII созывов, выступила соавтором 199 законодательных инициатив и поправок к проектам федеральных законов.

## Санкции
25 февраля 2022 года, на фоне вторжения России на Украину, включена в санкционный список стран Евросоюза в ответ на решение России признать территории Донецкой и Луганской областей Украины и на решение об отправке туда российских войск.
11 марта 2022 года внесена в санкционный список Великобритании «за признание независимости двух сепаратистских регионов в Украине».
30 сентября 2022 года была внесена в санкционный список США в ответ на «фиктивные референдумы» и «аннексию территорий Украины российскими оккупационными силами». Государственный департамент отмечает что депутаты единогласно приняли закон о фейках, а некоторые депутаты сыграли ключевую роль в распространении российской дезинформации о войне.
23 февраля 2023 года попала в санкционный список Канады «соратников режима», так как она «голосовала за законодательство связанное с вторжением и попыткой аннексии четырех регионов Украины».
По аналогичным основаниям с 4 марта 2022 года находится под санкциями Швейцарии. С 4 мая 2022 года находится под санкциями Австралии. С 12 апреля 2022 года находится под санкциями Японии. Указом президента Украины Владимира Зеленского от 7 сентября 2022 находится под санкциями Украины. С 12 октября 2022 года находится под санкциями Новой Зеландии.

## Семья
Замужем, две дочери.

## Награды
- медаль «Ветеран труда» (20 марта 1990 года)[21]
- заслуженный экономист Российской Федерации (30 июля 1999 года) — за заслуги в области экономики и финансовой деятельности[22]
- Благодарственное письмо Президента Российской Федерации В. Путина (27 мая 2005 года) — за активное участие в подготовке и проведении референдума по вопросу объединения Красноярского края[21]
- медаль ордена «За заслуги перед Отечеством» II степени (20 апреля 2006 года) — за активное участие в законотворческой деятельности и многолетнюю добросовестную работу[23][21][24]
- Благодарность Президента Российской Федерации (21 октября 2009 года) — за плодотворную законотворческую и общественную деятельность[25].
- орден Почёта (30 сентября 2012 года) — за активную законотворческую деятельность, заслуги в укреплении законности и многолетнюю добросовестную работу[26]
- Почётная грамота правительства Российской Федерации (4 июля 2013 года) — за многолетнюю плодотворную законотворческую деятельность и развитие законодательства Российской Федерации[27]
- Благодарность Президента Российской Федерации (2015 год)[24]
- Почётная грамота Президента Российской Федерации (3 марта 2016 года) — за заслуги в законотворческой деятельности и многолетнюю плодотворную работу[28]
- медаль Столыпина П. А. II степени (17 декабря 2016 года) — за заслуги в законотворческой деятельности, направленной на решение стратегических задач социально-экономического развития страны[29][24]
- Благодарность Правительства Российской Федерации (20 июля 2019 года) — за большой вклад в развитие российского парламентаризма и активную законотворческую деятельность[30]